# Alcalatén
Alcalatén là một ’’comarca’’ trong tỉnh Castellón, Cộng đồng Valencian, Tây Ban Nha.

## Các đô thị bên trong
- L'Alcora
- Atzeneta del Maestrat
- Benafigos
- Xodos
- Costur
- Figueroles
- Lucena del Cid
- Useras
- Vistabella del Maestrazgo